# 中村桃佳
中村 桃佳（なかむら ももか、1993年（平成5年）2月3日 - ）は、香川県出身の競艇選手。
登録番号4823。身長155cm。血液型B型。114期。香川支部所属。
同期に、羽野直也、村松修二、松尾拓らがいる。111期の中村晃朋は実兄。
香川県立多度津高等学校を経て坂出医師会付属准看護学院出身。夫は同じ支部のボートレーサーである竹田和哉。
ニックネームは「讃岐のピーチ姫」および「ピーチ姫」。

## 来歴
- 2014年5月、丸亀競艇場の安岐真人杯争奪瀬戸の大魔神大賞でデビュー（6号艇6コース、5着）。
- 2014年11月、桐生競艇場の第9回下野新聞社杯にて、水神祭を飾る（5号艇5コース、決まり手は抜き）。
- 2016年1月、大村競艇場の夢の初優勝男女W決定戦で初優出（5号艇5コース、4着）。
- 2016年1月22日、下関競艇場のスカパー！・JLC杯で初優勝（5号艇5コース、決まり手はまくり差し）。
- 2017年2月、鳴門競艇場でのG1第60回四国地区選手権競走でG1初出場。
- 2017年5月、福岡競艇場でのSG第44回ボートレースオールスターでSG初出場。
- 2017年8月、芦屋競艇場でのG1第31回レディースチャンピオンでG1初勝利（1号艇1コース、決まり手は逃げ）。
- 2018年3月、びわこ競艇場でのG2第2回レディースオールスターで記念初優勝（1号艇1コース、決まり手は逃げ）[3]。

## 人物・エピソード
- 学生時代は少林寺拳法に励み、四国高校総合体育大会で2位、香川県大会で1位の実績を有する。
- 父親は香川県宇多津でセルフうどん店『麺太郎』を経営している[4]。
- 師匠は平山智加。